# Una iglesia verdadera
La expresión "única iglesia verdadera" se refiere a una posición eclesiológica que afirma que Jesús dio su autoridad en la Gran Comisión únicamente a una iglesia institucional cristiana visible en particular -lo que comúnmente se llama una denominación. Este punto de vista es mantenido por la Iglesia Católica, la Iglesia Ortodoxa Oriental, la Ortodoxa comunión, la Iglesia Asiria de Oriente, la Antigua Iglesia del Oriente, las Iglesias de Cristo, y las Iglesias luteranas, así como ciertos Bautistas. Cada una de ellas sostiene que su propia iglesia institucional específica representa la única iglesia original. La reivindicación del título de "única iglesia verdadera" se relaciona con la primera de las  Cuatro Marcas de la Iglesia mencionadas en el Credo Niceno: Iglesia una, santa, católica y apostólica. Como tal, también se relaciona con las reivindicaciones tanto de catolicidad como de sucesión apostólica: afirmar la herencia de la autoridad y responsabilidad espiritual, eclesiástica y sacramental que Jesucristo dio a los apóstoles.
El concepto de cisma modera en cierto modo las reivindicaciones contrapuestas entre algunas iglesias: una puede reparar potencialmente el cisma, ya que se esfuerzan por alcanzar el mismo objetivo. Por ejemplo, las iglesias católica y ortodoxa oriental consideran a la otra como  cismática y como mínimo heterodoxa, si no herética, sin embargo, ambos han mantenido diálogos e incluso han participado en Concilios en intentos de resolver la división que existe entre ellos.
Muchos pertenecientes al Protestantismo Tradicional consideran a todos los  bautizados cristianos como miembros de una Iglesia cristiana espiritual -no institucional-, independientemente de sus diferentes creencias; esta creencia se conoce a veces con el término teológico de Iglesia invisible. Algunos anglicanos de la Iglesia  anglocatólica defienden una versión de la  teoría de las ramas que enseña que la verdadera Iglesia cristiana comprende las ramas anglicana, ortodoxa oriental, católica antigua, ortodoxa oriental, luterana escandinava, morava, persa y católica romana.
Otras denominaciones, como la Iglesia de Jesucristo de los Santos de los Últimos Días (Iglesia SUD) también reclaman la herencia de la autoridad y responsabilidad que Jesucristo confirió a los apóstoles. Otros grupos, como la Iglesia ni Cristo, creen en una doctrina de el último profeta, en la que no tiene lugar tal sucesión. La Iglesia Adventista del Séptimo Día se considera a sí misma la única iglesia verdadera en el sentido de ser un fiel remanente.

## Enseñanzas por denominación

### Catolicismo

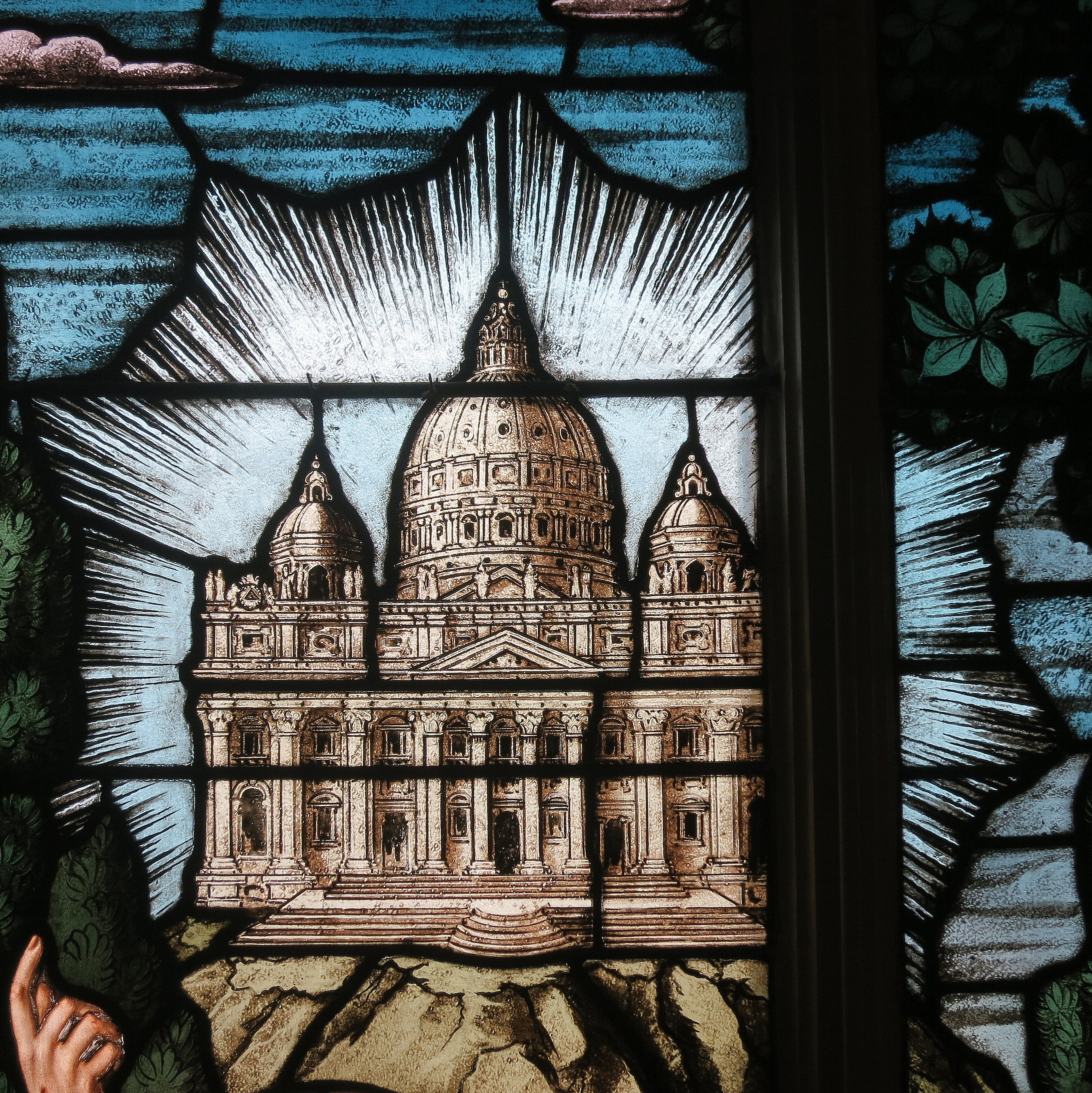
Vidriera en una iglesia católica que representa la Basílica de San Pedro en Roma sentada "Sobre esta roca", una referencia a Mateo 16:18.

La Iglesia católica enseña que Cristo fundó sólo «una Iglesia verdadera», y que esta única Iglesia verdadera es la Iglesia católica, con el obispo de Roma (el papa) como su supremacía, infalibilidad, cabeza y lugar de comunión. De esto se deduce que se considera a sí misma como "sacramento universal de salvación para el género humano" y la "única religión verdadera".
Según el Catecismo de la Iglesia católica, la eclesiología católica profesa que la Iglesia católica es la "única Iglesia de Cristo", es decir, la única Iglesia verdadera definida como "una, santa, católica y apostólica" en las  Cuatro Marcas de la Iglesia del Credo Niceno. El Concilio de Nicea (325 d. C.) formuló originalmente esta enseñanza y ratificó el Credo de Nicea. La Iglesia enseña que sólo la Iglesia católica fue fundada por Jesucristo, quien nombró a los Doce Apóstoles para continuar su trabajo como los primeros obispos de la Iglesia. La creencia católica sostiene que la Iglesia "es la presencia continua de Jesús en la tierra", y que todos los obispos debidamente consagrados tienen una sucesión lineal de los apóstoles. En particular, el Obispo de Roma (el papa), es considerado el sucesor del apóstol Simón Pedro, de quien el Papa recibe su supremacía sobre la Iglesia. La encíclica papal de 1943 Mystici Corporis Christi describe además a la Iglesia como el Cuerpo Místico de Cristo. Así, la Iglesia católica sostiene que "la única Iglesia de Cristo que en el Credo se profesa como una, santa, católica y apostólica... Esta Iglesia constituida y organizada en el mundo como sociedad, subsiste en la Iglesia católica, que es gobernada por el sucesor de Pedro y por los obispos en comunión con él" En Humani Generis, el Papa Pío XII declaró que "el  Cuerpo místico de Cristo y la Iglesia católica romana son una misma cosa". El Concilio Vaticano II repitió esta enseñanza, declarando en el Decreto sobre las Iglesias Orientales: La Santa Iglesia Católica, que es el Cuerpo Místico de Cristo, está constituida por los fieles orgánicamente unidos en el Espíritu Santo por la misma fe, los mismos sacramentos y el mismo gobierno.
Al responder a algunas preguntas sobre la doctrina de la Iglesia respecto a sí misma, el Dicasterio para la Doctrina de la Fe del Vaticano afirmó, Clarius dicendum esset veram Ecclesiam esse solam Ecclesiam catholicam romanam... ("Debe decirse más claramente que sólo la Iglesia católica romana es la verdadera Iglesia.. ") Y también aclaró que el término subsistit in utilizado en referencia a la Iglesia en el decreto Lumen gentium del Concilio Vaticano II de 1964 "indica la plena identidad de la Iglesia de Cristo con la Iglesia católica".
El IV Concilio de Letrán de 1215 declaró que: "Hay una sola Iglesia universal de los fieles, fuera de la cual no hay absolutamente ninguna salvación", una declaración de lo que se conoce como la doctrina de extra Ecclesiam nulla salus]. 
En la encíclica Mortalium animos del 6 de enero de 1928, el Papa Pío XI escribió que "en esta única Iglesia de Cristo no puede estar ni permanecer ningún hombre que no acepte, reconozca y obedezca la autoridad y supremacía de Pedro y de sus legítimos sucesores" y citó la afirmación de Lactancio: "La Iglesia católica es la única que guarda el verdadero culto. Esta es la fuente de la verdad, esta la casa de la Fe, este el templo de Dios: si alguno no entra en ella, o si alguno sale de ella, es extraño a la esperanza de la vida y de la salvación." En consecuencia, el Concilio Vaticano II de 1962-1965 declaró: "Quien, [...] sabiendo que la Iglesia católica fue hecha necesaria por Cristo, rehusara entrar o permanecer en ella, no podría salvarse. En el mismo documento, el Concilio continuó: "La Iglesia reconoce que en muchos aspectos está unida a aquellos que, siendo bautizados, son honrados con el nombre de cristianos, aunque no profesen la fe en su integridad o no conserven la unidad de comunión con el sucesor de Pedro." Y en un decreto sobre el ecumenismo, Unitatis redintegratio', afirmaba: "Los católicos deben reconocer y estimar con gusto las dotes verdaderamente cristianas de nuestra herencia común que se encuentran entre nuestros hermanos separados. Es justo y saludable reconocer las riquezas de Cristo y las obras virtuosas en la vida de otros que dan testimonio de Cristo, a veces incluso hasta el derramamiento de su sangre. Porque Dios es siempre admirable en sus obras y digno de toda alabanza".
La Iglesia católica enseña que la plenitud de los "medios de salvación" sólo existe en la Iglesia católica, pero la Iglesia reconoce que el Espíritu Santo puede servirse de comunidades eclesiales separadas de ella para "impulsar hacia la unidad católica" y así llevar a las personas a la salvación en la Iglesia católica en última instancia. Enseña que todo el que se salva lo hace a través de la Iglesia católica, pero que las personas pueden salvarse ex voto y por martirio prebautismal, así como cuando se dan las condiciones de ignorancia invencible, aunque la ignorancia invencible en sí misma no es un medio de salvación.
La teología católica romana considera fuera de la Iglesia a los cismáticos formales, entendiendo por "cismáticos formales" a "las personas que, conociendo la verdadera naturaleza de la Iglesia, han cometido personal y deliberadamente el  pecado del cisma". Diferente es la situación, por ejemplo, de quienes han sido educados desde niños en el seno de un grupo no en comunión con Roma, y que actúan de buena fe y han mantenido casi íntegramente la fe ortodoxa. Esta visión matizada se aplica especialmente a las iglesias del  Cristianismo Oriental, más particularmente aún a la Iglesia Ortodoxa Oriental, aunque siguen existiendo impedimentos doctrinales, como el desacuerdo sobre la primacía de la Sede Romana, la infalibilidad papal, la naturaleza del Purgatorio, las indulgencias, la Inmaculada Concepción y algunas otras doctrinas importantes.

### Ortodoxia
La Iglesia Ortodoxa Oriental (oficialmente la Iglesia Católica Ortodoxa) identifica su comunión confederativa de iglesias ortodoxas como la Iglesia «Una, Santa, Católica y Apostólica» del Credo Niceno-Constantinopolitano y aplica este título en documentos conciliares y otros documentos oficiales, por ejemplo, en el Sínodo de Constantinopla celebrado en 1836 y 1838 y en la correspondencia con el Papa Pío IX (r. 1846-1878) y con el Papa León XIII (r. 1878-1903).

### Luteranismo

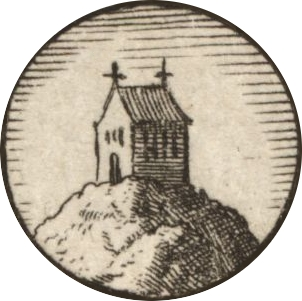
...una santa Iglesia debe continuar para siempre. La Iglesia es la congregación de los santos, en la que se enseña correctamente el Evangelio y se administran correctamente los Sacramentos. - Confesión de Augsburgo

La Iglesia Luterana se ve a sí misma como el "tronco principal del Árbol Cristiano histórico" fundado por Cristo y los Apóstoles, sosteniendo que durante la Reforma, la Iglesia de Roma cayó. La Confesión de Augsburgo que se encuentra dentro del Libro de la Concordia, un compendio de creencias de la Iglesia Luteranaes, enseña que "la fe confesada por Lutero y sus seguidores no es nada nuevo, sino la verdadera fe católica, y que sus iglesias representan la verdadera iglesia católica o universal". Cuando los luteranos presentaron la Confesión de Augsburgo a Carlos I de España en 1530, creen haber "demostrado que cada artículo de la fe y la práctica era fiel en primer lugar a las Sagradas Escrituras, y luego también a la enseñanza de los padres de la iglesia y los concilios".
Por lo tanto, la teología luterana sostiene que:

Sólo puede haber una Iglesia visible verdadera. De esto habla nuestro Catecismo en la pregunta 192: "¿A quién llamamos la verdadera Iglesia visible?". Respuesta: "Al conjunto de los que tienen, enseñan y confiesan toda la doctrina de la Palabra de Dios en toda su pureza, y entre los cuales se administran debidamente los Sacramentos según la institución de Cristo." Que no puede haber más que una verdadera Iglesia visible, y que, por tanto, no vale lo mismo una que otra, es razonable porque sólo hay una verdad, una Biblia, una Palabra de Dios. Evidentemente, aquella Iglesia que enseña esta verdad, toda la verdad, y nada más que la verdad, es la verdadera Iglesia visible. Cristo dice Juan 8, 31. 32: "Si vosotros permaneciereis en mi palabra, seréis verdaderamente mis discípulos; y conoceréis la verdad, y la verdad os hará libres". Otra vez Cristo dice Mateo 28, 20: "Enseñándoles a guardar todo lo que os he mandado". Todo lo que Él nos ha mandado, Su Palabra, y nada más, debemos enseñar. Y de nuevo, "todas las cosas" que Él nos ha mandado debemos enseñar. Esa, por lo tanto, es la verdadera Iglesia visible que hace esto. Pero que todas las Iglesias visibles no lo hacen, es evidente por el hecho de que no están de acuerdo entre sí. Si cada Iglesia enseñara toda la verdad y nada más que la verdad tal como Dios la ha revelado, no podría haber diferencias. Así, pues, al llamar Iglesias a otras denominaciones, no queremos decir que una Iglesia sea tan buena como otra. Sólo que una es la verdadera Iglesia visible que enseña y confiesa toda la doctrina de la Palabra de Dios en toda su pureza, y en cuyo seno se administran debidamente los Sacramentos según la institución de Cristo. De todas las Iglesias, esto sólo puede decirse de nuestra Iglesia Luterana.

Los  luteranos laestadianos, en particular, hacen hincapié en esta creencia.

### Bautistas
.

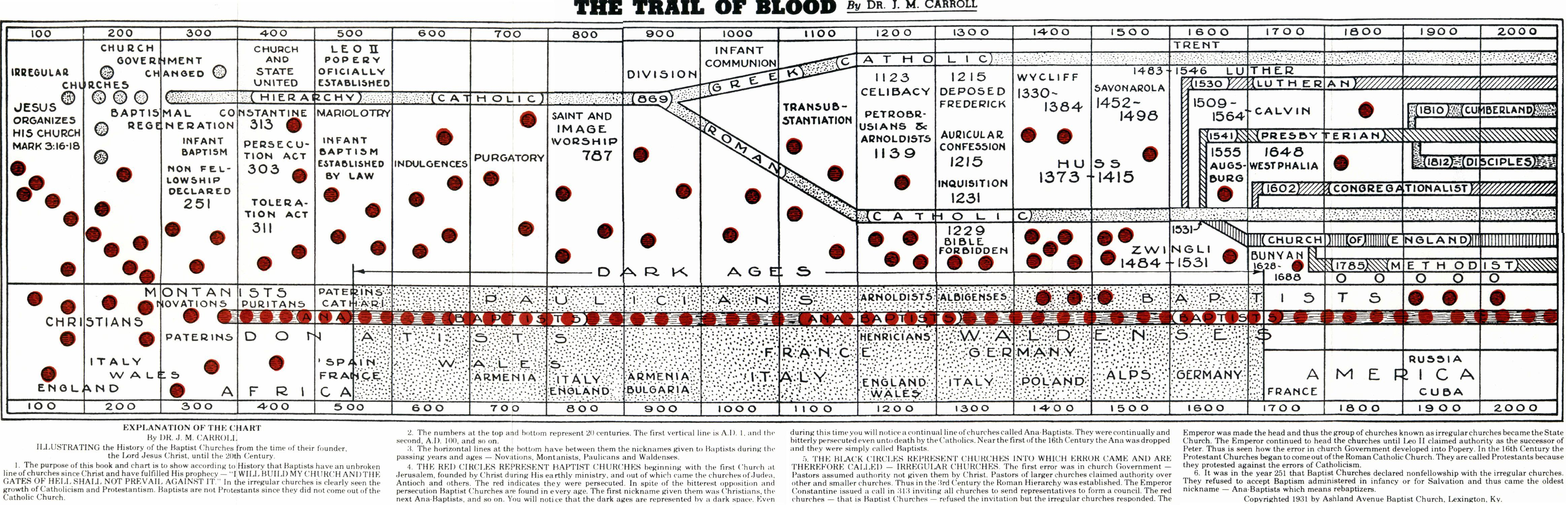
Gráfico de El rastro de sangre, un popular libro bautista que enseña la doctrina del sucesionismo bautista

Muchos bautistass, que defienden la doctrina del sucesionismo bautista (también conocido como landmarkismo), "sostienen que su historia puede rastrearse a través de los siglos hasta los tiempos del Nuevo Testamento" y "afirman que los bautistas han representado a la verdadera iglesia" que "ha estado, presente en cada período de la historia". Estos bautistas sostienen que quienes sostuvieron sus puntos de vista a lo largo de la historia, incluyendo a los "montanistas,  novacianos, patarenos, bogomilos, paulicianos, arnoldistas, Henricianos, Albigenses, y Valdenses", fueron perseguidos por su fe, una creencia que estos bautistas mantienen como "gran marca distintiva de la verdadera iglesia". En la introducción de  El rastro de sangre, un texto bautista que explica la doctrina de la sucesión bautista, Clarence Walker afirma que "La historia de los bautistas, descubrió, estaba escrita con sangre. Fueron el pueblo odiado de la Edad Media. Sus predicadores y su pueblo fueron encarcelados y un número incalculable de ellos fueron ejecutados." J. M. Carroll, autor del citado texto El rastro de sangre, apela también al historiador Johann Lorenz von Mosheim, quien afirmó "Antes del surgimiento de Lutero y Calvino, yacían ocultos en casi todos los países de Europa personas que se adherían tenazmente a los principios de los modernos bautistas holandeses. " Walter B. Shurden, director ejecutivo fundador del Centro de Estudios Bautistas de la Universidad de Mercer, escribe que la teología del Landmarkismo, que según él es parte integral de la historia de la Convención Bautista del Sur, sostiene las ideas de que "Sólo las iglesias bautistas pueden trazar su linaje de manera ininterrumpida hasta el Nuevo Testamento, y sólo las iglesias bautistas, por lo tanto, son iglesias verdaderas. " Además, Shurden escribe que los bautistas que defienden el sucesionismo creen que "sólo una iglesia verdadera -es decir, una iglesia bautista- puede celebrar legítimamente las ordenanzas del bautismo y la Cena del Señor. Cualquier celebración de estas ordenanzas por no bautistas es inválida"."
Los bautistas que defienden esta eclesiología tampoco se caracterizan por ser una iglesia protestante debido a su creencia de que "no descendían de aquellas iglesias que se separaron en protesta de la iglesia de Roma. Más bien, habían disfrutado de una existencia histórica continua desde la época de la primera iglesia en los días del Nuevo Testamento." Estos puntos de vista generalmente ya no son ampliamente sostenidos en la Convención Bautista del Sur aunque todavía son enseñados por algunas Iglesias Bautistas del Sur y muchas bautistas independientes, Bautistas Primitivos (Bautistas Reformados), y algunas "congregaciones afiliadas a la Asociación Bautista Americana. "